# Eis (dźwięk)
Eis (E♯) – dźwięk, którego częstotliwość dla eis1 wynosi około 349,2 Hz. Stanowi tonikę gam Eis-dur i eis-moll.  Jest to podwyższony za pomocą krzyżyka dźwięk e. Dźwiękami enharmonicznie równoważnymi z eis są: f i geses.